# Skorpa (Herøy)
Skorpa ist eine Insel in der norwegischen Kommune Herøy im Fylke Møre og Romsdal.

## Lage
Die Insel liegt im Südwesten der westnorwegischen Inselkommune Herøy. Nordöstlich von Skorpa befindet sich die ebenfalls zu Herøy gehörende Insel Nerlandsøya. Die beiden Inseln werden durch die Meerenge Skorpesundet voneinander getrennt. Der höchste Punkt der Insel ist der rund 431 moh. hohe Keipen.
Skorpa ist nicht an das norwegische Straßennetz angeschlossen. Die Insel ist nur per Boot erreichbar.

## Geschichte
Im Zweiten Weltkrieg wurde die Insel als Versteck genutzt. Seit etwa 1970 ist die Insel nicht mehr ganzjährig bewohnt. Es bestehen jedoch noch einige Ferienhäuser.